# Lithocarpus jacksonianus
Lithocarpus jacksonianus är en bokväxtart som beskrevs av Aimée Antoinette Camus. Lithocarpus jacksonianus ingår i släktet Lithocarpus och familjen bokväxter. Inga underarter finns listade.